# رولف وولنر
رولف وولنر (آلمانی: Rolf Wollner; ۲۸ آوریل ۱۹۰۶ – ۶ ژوئیهٔ ۱۹۸۸) بازیکن هاکی روی چمن اهل آلمان بود.